# Arnaud Geyre
Arnaud Geyre (* 21. April 1935 in Pau; † 20. Februar 2018 in Château-Thierry) war ein französischer Radrennfahrer und Olympiasieger im Radsport.

## Sportliche Laufbahn
Seinen größten sportlichen Erfolg hatte er bei den Olympischen Sommerspielen 1956 in Melbourne. Dort gewann er mit René Abadie, Michel Vermeulin und Maurice Moucheraud die Goldmedaille in der Mannschaftswertung im Straßenrennen. Im olympischen Einzelrennen gewann er die Silbermedaille hinter Ercole Baldini. 
Bei den UCI-Straßen-Weltmeisterschaften 1956 wurde er beim Sieg von Frans Mahn als 8. klassiert. Er hatte als Amateur einige bedeutende Rennen in Frankreich wie Paris–Auxerre gewonnen. Die französische Meisterschaft im Mannschaftszeitfahren gewann er 1956, ebenso die Meisterschaft in der Mannschaftsverfolgung. 
Von 1958 bis 1963 war er als Berufsfahrer aktiv. Bei den Profis siegte er vornehmlich bei kleineren Rennen. Sein bedeutendster Erfolg war ein Etappensieg in der Tour de l'Aude 1961.